# Grand Prix automobile d'Inde 2012
GP précédent GP suivant
Le Grand Prix automobile d'Inde 2012 (2012 Formula 1 Airtel Indian Grand Prix), disputé le 28 octobre 2012 sur le circuit international Buddh, est la 875e épreuve du championnat du monde de Formule 1 courue depuis 1950. Il s'agit de la deuxième édition du Grand Prix d'Inde comptant pour le championnat du monde de Formule 1 et de la dix-septième manche du championnat 2012.
Alors que les Red Bull Racing occupent la première ligne pour la troisième fois consécutive, Sebastian Vettel, en pole position, prend un départ moyen mais est protégé par son coéquipier Mark Webber qui lui laisse l'avantage au premier virage. Juste derrière, Fernando Alonso, deuxième du championnat du monde, parvient à doubler les deux McLaren pour pointer en troisième position. Sur un circuit Buddh très rapide mais très sale, la plupart des dépassements sont réussis avec l'aide du DRS dans la longue ligne droite du circuit. Comme lors des trois courses précédentes, Vettel gère son avance en tête et s'impose en solitaire au terme des soixante tours de course. Grâce à sa victoire, il accentue son avance en tête du championnat du monde : avec 240 points, il devance désormais son dauphin Alonso de 13 points, ce dernier limitant toutefois l'écart en terminant deuxième du Grand Prix, devant Webber. À l'issue de la course, dix-huit des vingt-cinq pilotes en lice au championnat ont marqué au moins un point.
Chez les constructeurs, après plusieurs courses réussies, Red Bull Racing (407 points) a creusé sur ses poursuivants un écart presque irrémédiable, Ferrari (316 points) pointant à 91 longueurs, devant McLaren (306 points). En fonction des résultats du Grand Prix suivant, à Abou Dabi, l'écurie autrichienne pourrait décrocher son troisième titre mondial consécutif. À la fin du Grand Prix, neuf des douze écuries engagées au championnat ont marqué des points, Caterham, Marussia et HRT n'en ayant pas encore inscrit.

## Essais libres

### Première séance, vendredi de 10 h à 11 h 30
| Pos. | Pilote           | Voiture          | Chrono         | Écart     |
| ---- | ---------------- | ---------------- | -------------- | --------- |
| 1    | Sebastian Vettel | Red Bull-Renault | 1 min 27 s 619 |           |
| 2    | Jenson Button    | McLaren-Mercedes | 1 min 27 s 929 | + 0 s 310 |
| 3    | Fernando Alonso  | Ferrari          | 1 min 28 s 044 | + 0 s 425 |
| 4    | Lewis Hamilton   | McLaren-Mercedes | 1 min 28 s 046 | + 0 s 427 |
| 5    | Mark Webber      | Red Bull-Renault | 1 min 28 s 175 | + 0 s 556 |
| 6    | Nico Rosberg     | Mercedes         | 1 min 28 s 447 | + 0 s 828 |

La température ambiante est de 24 °C et la piste est à 30 °C au départ de la première séance d'essais libres du Grand Prix d'Inde. Comme le circuit n'est utilisé que pour la Formule 1, la piste est extrêmement sale et tous les pilotes choisissent de tourner en pneus durs pour économiser leurs pneus tendres. Il faut attendre près de trente minutes pour qu'Esteban Gutiérrez, qui remplace Sergio Pérez victime d'une grippe, n'établisse le temps de référence en 1 min 46 s 071, puis l'améliore en 1 min 40 s 846. Michael Schumacher, surpris par l'état de la piste, part en toupie, sans dommages, dès les premières minutes de la session. Nico Rosberg, Pastor Maldonado et Lewis Hamilton effectueront à leur tour plusieurs glissades et sorties de piste, également victimes d'un circuit très piégeux en début de séance,,,. 
Si Hamilton pulvérise le temps du novice en tournant en 1 min 37 s 354, Maldonado est encore plus rapide (1 min 34 s 740 puis 1 min 32 s 381). Jenson Button améliore en 1 min 32 s 349 puis échange plusieurs fois sa place en tête avec son coéquipier : Hamilton tourne en 1 min 32 s 074 et Button en 1 min 31 s 141 puis 1 min 29 s 684. Kimi Räikkönen teste une nouvelle version de son aileron avant tandis que, chez Ferrari, les ingénieurs testent diverses combinaisons pour évaluer leurs nouveaux ailerons avant et arrière,,,. 
Michael Schumacher prend ensuite le commandement en 1 min 29 s 598 mais doit s'effacer derrière Mark Webber (1 min 28 s 963 puis 1 min 28 s 229), Fernando Alonso (1 min 28 s 210), à nouveau Hamilton (1 min 28 s 046) et enfin Sebastian Vettel (1 min 28 s 036 puis 1 min 27 s 619),,,. 
- Giedo Van der Garde, pilote essayeur chez Caterham F1 Team, a remplacé Heikki Kovalainen lors de cette séance d'essais.
- Valtteri Bottas, pilote essayeur chez Williams F1 Team, a remplacé Bruno Senna lors de cette séance d'essais.
- Esteban Gutiérrez, pilote essayeur chez Sauber, a remplacé Sergio Pérez lors de cette séance d'essais.

### Deuxième séance, vendredi de 14 h à 15 h 30
| Pos. | Pilote           | Voiture          | Chrono         | Écart     |
| ---- | ---------------- | ---------------- | -------------- | --------- |
| 1    | Sebastian Vettel | Red Bull-Renault | 1 min 26 s 221 |           |
| 2    | Mark Webber      | Red Bull-Renault | 1 min 26 s 339 | + 0 s 118 |
| 3    | Fernando Alonso  | Ferrari          | 1 min 26 s 820 | + 0 s 599 |
| 4    | Nico Rosberg     | Mercedes         | 1 min 27 s 022 | + 0 s 801 |
| 5    | Kimi Räikkönen   | Lotus-Renault    | 1 min 27 s 030 | + 0 s 809 |
| 6    | Lewis Hamilton   | McLaren-Mercedes | 1 min 27 s 131 | + 0 s 910 |

L'air est à 29 °C et la piste à 38 °C au début de la deuxième séance d'essais libres du Grand Prix d'Inde. Sergio Pérez, indisposé dans la matinée, est de retour au volant de sa Sauber. Les pilotes s'élancent très vite en piste, dans des conditions moins difficiles que durant la matinée, pour boucler leur tour d'installation et Jean-Éric Vergne établit le temps de référence en 1 min 37 s 147,,,. 
Pastor Maldonado tourne ensuite en 1 min 31 s 240, Romain Grosjean améliore en deux temps (1 min 30 s 201 puis 1 min 29 s 794) et Daniel Ricciardo fait encore mieux en 1 min 29 s 503. Mark Webber prend la tête avec un tour bouclé en 1 min 28 s 847 mais est battu par Jenson Button (1 min 28 s 548), Sebastian Vettel (1 min 28 s 064), Fernando Alonso (1 min 27 s 785) et Lewis Hamilton (1 min 27 s 762),,,. 
À une heure du drapeau à damier, Fernando Alonso repasse en tête en 1 min 27 s 402 quand son coéquipier Felipe Massa part en tête-à-queue, sans dommage pour sa monoplace. Quelques minutes plus tard Romain Grosjean part lui aussi à la faute, là encore sans dommage. Massa effectue un second tête-à-queue, de même que Nico Hülkenberg plus tard dans la séance, sans conséquence. Vettel prend la tête du classement en 1 min 27 s 256, toujours en pneus durs alors que certains décident de chausser leurs pneus tendres,,,. 
Ainsi chaussé, Kimi Räikkönen se porte en tête en 1 min 27 s 030. Il est relayé aux commandes du classement par Nico Rosberg (1 min 27 s 022), Alonso (1 min 26 s 964) et Vettel (1 min 26 s 921). Fernando Alonso reprend temporairement la tête avec un tour en 1 min 26 s 820 mais est finalement devancé par les deux pilotes Red Bull, Mark Webber tournant en 1 min 26 s 339 et Vettel en 1 min 26 s 221,,,.

### Troisième séance, samedi de 11 h à 12 h
| Pos. | Pilote           | Voiture          | Chrono         | Écart     |
| ---- | ---------------- | ---------------- | -------------- | --------- |
| 1    | Sebastian Vettel | Red Bull-Renault | 1 min 25 s 842 |           |
| 2    | Jenson Button    | McLaren-Mercedes | 1 min 26 s 034 | + 0 s 192 |
| 3    | Mark Webber      | Red Bull-Renault | 1 min 26 s 108 | + 0 s 266 |
| 4    | Lewis Hamilton   | McLaren-Mercedes | 1 min 26 s 151 | + 0 s 309 |
| 5    | Kimi Räikkönen   | Lotus-Renault    | 1 min 26 s 209 | + 0 s 367 |
| 6    | Bruno Senna      | Williams-Renault | 1 min 26 s 214 | + 0 s 372 |

La température ambiante est de 27 °C et la piste est à 33 °C au départ de la dernière séance d'essais libres du Grand Prix d'Inde. Les pilotes montent immédiatement en piste afin de boucler leur premier tour d’installation et Kimi Räikkönen fixe le temps de référence en 1 min 30 s 183. Il l'améliore sur sa lancée en 1 min 28 s 173 puis 1 min 27 s 686,,,. 
Mark Webber prend alors la tête en 1 min 26 s 887 et échange plusieurs fois sa position avec son coéquipier Sebastian Vettel qui tourne en 1 min 26 s 822 ; Webber tourne en 1 min 26 s 657 et Vettel en 1 min 25 s 892,,,. 
À la mi-séance, les pilotes chaussent leurs pneus tendres pour préparer la qualification de l'après-midi. Sebastian Vettel améliore ainsi légèrement en 1 min 25 s 842 : il reste le seul pilote de la matinée à tourner sous la barre des 1 min 26 s,,,.

## Séance de qualifications

### Résultats des qualifications

#### Session Q1
La température ambiante est de 29 °C et la piste est à 38 °C au début de la séance qualificative du Grand Prix d'Inde. Les pilotes s'élancent un à un en piste dès son ouverture et Paul di Resta fixe le temps de référence en 1 min 28 s 786,,,. 
Sergio Pérez améliore en 1 min 28 s 282 mais sa performance est rapidement battue par de nombreux concurrents : Nico Hülkenberg tourne en 1 min 27 s 766, Felipe Massa en 1 min 27 s 082 et Bruno Senna en 1 min 26 s 980. Felipe Massa repasse en tête en 1 min 26 s 939 avant de partir en tête-à-queue et Maldonado améliore en 1 min 26 s 904,,,.
À sept minutes du terme, Sebastian Vettel prend le commandement en deux temps : 1 min 26 s 621 puis 1 min 26 s 387. À la fin de cette session, Nico Rosberg, Romain Grosjean, Hülkenberg, di Resta et Maldonado chaussent leurs pneus tendres et Maldonado réalise le meilleur temps en 1 min 26 s 048,,,.
Les sept pilotes éliminés sont Narain Karthikeyan et son coéquipier Pedro de la Rosa, Charles Pic et son coéquipier Timo Glock, Vitaly Petrov et son coéquipier Heikki Kovalainen qui termine la séance dans un bac à graviers et Jean-Éric Vergne,,,.

#### Session Q2
Les pilotes s'élancent en piste sans tarder, tous chaussés en pneus tendres. Les pilotes McLaren et Ferrari ont un léger avantage sur leurs concurrents puisqu'ils ont économisé un train de pneumatiques lors de la session Q1. Bruno Senna fixe le temps de référence en 1 min 26 s 826. Nico Hülkenberg se porte ensuite en tête en 1 min 26 s 721 mais est battu par Lewis Hamilton (1 min 26 s 039),,,. 
Sebastian Vettel tourne alors en 1 min 25 s 435 et reste à nouveau seul pilote en deçà des 1 min 26 s au tour. Son coéquipier Webber ne tarde pas à le rejoindre en tête du classement et ne lui concède que trois dixièmes de secondes sur son premier tour lancé. L'Australien améliore encore sa marque d'un dixième alors que ni Felipe Massa ni Jenson Button n'ont tenté d'établir leur tour chronométré. Romain Grosjean sort un peu large dans un virage, fait une embardée dans l'herbe et ne réalise que le onzième temps,,,.
Les sept pilotes éliminés sont Kamui Kobayashi, Paul di Resta et son coéquipier Nico Hülkenberg, Daniel Ricciardo, Michael Schumacher, Bruno Senna et Romain Grosjean,,,.

#### Session Q3
Lewis Hamilton, Fernando Alonso, Sebastian Vettel, Mark Webber, Nico Rosberg et Pastor Maldonado s'élancent dès l'ouverture de la session mais Maldonado rentre immédiatement au stand, sans tenter de tour lancé. Alonso, qui ne bénéficie pas de l'aspiration de son coéquipier Felipe Massa resté au stand, réalise néanmoins le meilleur temps en 1 min 25 s 773,,,. 
Mark Webber améliore cette performance en 1 min 25 s 327 quand son coéquipier Vettel fait une erreur de pilotage dans le virage no 7 et regagne son stand sans franchir la ligne de chronométrage. Dans les derniers instants de la session, tous les pilotes sont en piste et Vettel bat son équipier en 1 min 25 s 283, réalisant ainsi sa trente-cinquième pole position. La première ligne est donc monopolisée par les pilotes Red Bull Racing, la deuxième par les pilotes McLaren et la troisième par les pilotes Ferrari,,,.

### Grille de départ

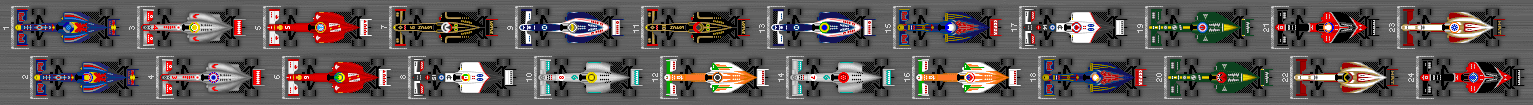
La grille de qualification et de départ du Grand Prix d'Inde 2012.

| Pos.                                                                                      | Pilote                  | Écurie               | Qualifications 1 | Qualifications 2 | Qualifications 3 |
| ----------------------------------------------------------------------------------------- | ----------------------- | -------------------- | ---------------- | ---------------- | ---------------- |
| 1                                                                                         | Sebastian Vettel SREC   | Red Bull-Renault     | 1 min 26 s 387   | 1 min 25 s 435   | 1 min 25 s 283   |
| 2                                                                                         | Mark Webber SREC        | Red Bull-Renault     | 1 min 26 s 744   | 1 min 25 s 610   | 1 min 25 s 327   |
| 3                                                                                         | Lewis Hamilton SREC     | McLaren-Mercedes     | 1 min 26 s 516   | 1 min 25 s 816   | 1 min 25 s 544   |
| 4                                                                                         | Jenson Button SREC      | McLaren-Mercedes     | 1 min 26 s 564   | 1 min 25 s 467   | 1 min 25 s 649   |
| 5                                                                                         | Fernando Alonso SREC    | Ferrari              | 1 min 26 s 829   | 1 min 25 s 834   | 1 min 25 s 773   |
| 6                                                                                         | Felipe Massa SREC       | Ferrari              | 1 min 26 s 939   | 1 min 26 s 111   | 1 min 25 s 857   |
| 7                                                                                         | Kimi Räikkönen SREC     | Lotus-Renault        | 1 min 26 s 740   | 1 min 26 s 101   | 1 min 26 s 236   |
| 8                                                                                         | Sergio Pérez SREC       | Sauber-Ferrari       | 1 min 27 s 179   | 1 min 26 s 076   | 1 min 26 s 360   |
| 9                                                                                         | Pastor Maldonado SREC   | Williams-Renault     | 1 min 26 s 048   | 1 min 25 s 983   | 1 min 26 s 713   |
| 10                                                                                        | Nico Rosberg SREC       | Mercedes             | 1 min 26 s 458   | 1 min 25 s 976   | Pas de temps     |
| 11                                                                                        | Romain Grosjean SREC    | Lotus-Renault        | 1 min 26 s 897   | 1 min 26 s 136   |                  |
| 12                                                                                        | Nico Hülkenberg SREC    | Force India-Mercedes | 1 min 27 s 185   | 1 min 26 s 241   |                  |
| 13                                                                                        | Bruno Senna SREC        | Williams-Renault     | 1 min 26 s 851   | 1 min 26 s 331   |                  |
| 14                                                                                        | Michael Schumacher SREC | Mercedes             | 1 min 27 s 482   | 1 min 26 s 574   |                  |
| 15                                                                                        | Daniel Ricciardo SREC   | Toro Rosso-Ferrari   | 1 min 27 s 006   | 1 min 26 s 777   |                  |
| 16                                                                                        | Paul di Resta SREC      | Force India-Mercedes | 1 min 27 s 462   | 1 min 26 s 989   |                  |
| 17                                                                                        | Kamui Kobayashi SREC    | Sauber-Ferrari       | 1 min 27 s 517   | 1 min 27 s 219   |                  |
| 18                                                                                        | Jean-Éric Vergne SREC   | Toro Rosso-Ferrari   | 1 min 27 s 525   |                  |                  |
| 19                                                                                        | Vitaly Petrov SREC      | Caterham-Renault     | 1 min 28 s 756   |                  |                  |
| 20                                                                                        | Heikki Kovalainen SREC  | Caterham-Renault     | 1 min 29 s 500   |                  |                  |
| 21                                                                                        | Timo Glock              | Marussia-Cosworth    | 1 min 29 s 613   |                  |                  |
| 22                                                                                        | Pedro de la Rosa        | HRT-Cosworth         | 1 min 30 s 592   |                  |                  |
| 23                                                                                        | Narain Karthikeyan      | HRT-Cosworth         | 1 min 30 s 593   |                  |                  |
| 24                                                                                        | Charles Pic             | Marussia-Cosworth    | 1 min 30 s 662   |                  |                  |
| Temps minimal à réaliser pour la qualification : 1 min 32 s 071 (107 % de 1 min 26 s 048) |                         |                      |                  |                  |                  |

## Course

### Déroulement de l'épreuve
Il fait beau et chaud sur le circuit à quelques instants du départ du Grand Prix d'Inde. Les Red Bull Racing sont en première ligne avec Sebastian Vettel en pole position, les McLaren sur la deuxième ligne et les Ferrari sur la troisième. À l'extinction des feux, Mark Webber prend un meilleur départ que son coéquipier Vettel mais le laisse passer dans le premier virage. Derrière, Fernando Alonso réussit à passer entre les deux McLaren mais retrouve sa position initiale après le premier virage ; il prend néanmoins peu après l'avantage sur Lewis Hamilton. Au premier passage sur la ligne de chronométrage, Vettel devance Webber, Button, Alonso, Hamilton, Felipe Massa, Kimi Räikkönen, Sergio Pérez, Nico Hülkenberg, Nico Rosberg, Pastor Maldonado, Romain Grosjean, Bruno Senna, Paul di Resta, Daniel Ricciardo et Kamui Kobayashi. Jean-Éric Vergne accroche légèrement Michael Schumacher et les deux pilotes regagnent leurs stands, Vergne pour changer d'aileron avant, Schumacher à cause d'une crevaison à l'arrière,,,. 
En tête de la course, Vettel creuse immédiatement l'écart : au quatrième passage, il a plus de 2 secondes d'avance sur Webber, 6 s sur Alonso qui vient de doubler Button désormais à 7 s, 8 s sur Hamilton et Massa, 9 s sur Räikkönen, 11 s sur Pérez, 12 s sur Hülkenberg et 14 s sur Rosberg. Quelques minutes plus tard, Lewis Hamilton double son coéquipier quand Alonso creuse un écart de 3 secondes sur le duo McLaren. Pérez change ses pneumatiques le premier au quatorzième tour mais, quatre tours plus tard, rentre vers son stand sur trois roues après un contact avec l'aileron avant de Ricciardo. Le Mexicain reprend la piste en fond de classement et décide d'abandonner au tour suivant. Dans le vingt-troisième tour, Alonso profite de la perte d'efficacité des pneumatiques de Webber pour revenir à moins de 2 secondes alors que Vettel mène avec 9 secondes d'avance sur son équipier,,,.
Button change ses pneus au vingt-cinquième tour, Senna rentre au tour suivant, Räikkönen, Rosberg, Maldonado, Ricciardo et Narain Karthikeyan (en difficulté avec ses freins) au vingt-septième, Massa, Hülkenberg, di Resta et Charles Pic au vingt-huitième, Alonso au suivant, Webber au trentième, Hamilton au trente-deuxième (il change également de volant) et Vettel au suivant. Pendant ce temps, Pastor Maldonado dépasse Kobayashi mais un léger contact entre eux provoque une crevaison à l'arrière droit pour Maldonado qui doit rejoindre son stand,,,.
Au trente-huitième passage, Vettel devance Webber de 12 secondes, Alonso de 13 s, Hamilton de 20 s, Button de 30 s, Massa de 37 s, Räikkönen de 37 s ; suivent Hülkenberg, Grosjean, Rosberg, Senna et di Resta. À une quinzaine de tours de l'arrivée, Webber annonce que son SREC est défaillant, ce dont veut profiter immédiatement Alonso. Pedro de la Rosa, lui aussi en difficulté avec ses freins comme son coéquipier un peu plus tôt, sort de la piste : les drapeaux jaunes sont agités et l'usage de l'aileron arrière mobile est temporairement suspendu, ce qui laisse un peu de répit à Webber, qui se fait toutefois doubler par Alonso dans le quarante-septième tour. Alors que Sebastian Vettel possède un avantage de 12 secondes sur ses poursuivants, son fond plat frotte la piste à certains endroits du circuit : Fernando Alonso est averti de cet incident et augmente son rythme de course : il revient à 10 secondes de son rival quand celui-ci franchit la ligne d'arrivée,,,.
Au championnat, Sebastian Vettel porte son avantage sur Fernando Alonso à 13 points puisque l'Espagnol termine deuxième, la troisième marche du podium revenant de justesse à Mark Webber menacé par Hamilton ; suivent pour les points restants Button, Massa, Räikkönen, Hülkenberg, Grosjean et Senna,,,.

### Classement de la course
| Pos. | no | Pilote                  | Écurie               | Tours | Temps/Abandon                      | Grille | Points |
| ---- | -- | ----------------------- | -------------------- | ----- | ---------------------------------- | ------ | ------ |
| 1    | 1  | Sebastian Vettel SREC   | Red Bull-Renault     | 60    | 1 h 31 min 10 s 744 (202,184 km/h) | 1      | 25     |
| 2    | 5  | Fernando Alonso SREC    | Ferrari              | 60    | + 9 s 437                          | 5      | 18     |
| 3    | 2  | Mark Webber SREC        | Red Bull-Renault     | 60    | + 13 s 217                         | 2      | 15     |
| 4    | 4  | Lewis Hamilton SREC     | McLaren-Mercedes     | 60    | + 13 s 909                         | 3      | 12     |
| 5    | 3  | Jenson Button SREC      | McLaren-Mercedes     | 60    | + 26 s 266                         | 4      | 10     |
| 6    | 6  | Felipe Massa SREC       | Ferrari              | 60    | + 44 s 674                         | 6      | 8      |
| 7    | 9  | Kimi Räikkönen SREC     | Lotus-Renault        | 60    | + 45 s 227                         | 7      | 6      |
| 8    | 12 | Nico Hülkenberg SREC    | Force India-Mercedes | 60    | + 54 s 998                         | 12     | 4      |
| 9    | 10 | Romain Grosjean SREC    | Lotus-Renault        | 60    | + 56 s 103                         | 11     | 2      |
| 10   | 19 | Bruno Senna SREC        | Williams-Renault     | 60    | + 1 min 14 s 975                   | 13     | 1      |
| 11   | 8  | Nico Rosberg SREC       | Mercedes             | 60    | + 1 min 21 s 694                   | 10     |        |
| 12   | 11 | Paul di Resta SREC      | Force India-Mercedes | 60    | + 1 min 22 s 815                   | 16     |        |
| 13   | 16 | Daniel Ricciardo SREC   | Toro Rosso-Ferrari   | 60    | + 1 min 26 s 064                   | 15     |        |
| 14   | 14 | Kamui Kobayashi SREC    | Sauber-Ferrari       | 60    | + 1 min 26 s 495                   | 17     |        |
| 15   | 17 | Jean-Éric Vergne SREC   | Toro Rosso-Ferrari   | 59    | + 1 tour                           | 18     |        |
| 16   | 18 | Pastor Maldonado SREC   | Williams-Renault     | 59    | + 1 tour                           | 9      |        |
| 17   | 21 | Vitaly Petrov SREC      | Caterham-Renault     | 59    | + 1 tour                           | 19     |        |
| 18   | 20 | Heikki Kovalainen SREC  | Caterham-Renault     | 59    | + 1 tour                           | 20     |        |
| 19   | 25 | Charles Pic             | Marussia-Cosworth    | 59    | + 1 tour                           | 24     |        |
| 20   | 24 | Timo Glock              | Marussia-Cosworth    | 58    | + 2 tours                          | 21     |        |
| 21   | 23 | Narain Karthikeyan      | HRT-Cosworth         | 58    | + 2 tours                          | 23     |        |
| 22   | 7  | Michael Schumacher SREC | Mercedes             | 55    | + 5 tours                          | 14     |        |
| Abd. | 22 | Pedro de la Rosa        | HRT-Cosworth         | 43    | Freins                             | 22     |        |
| Abd. | 15 | Sergio Pérez SREC       | Sauber-Ferrari       | 21    | Crevaison                          | 8      |        |

### Pole position et record du tour
Sebastian Vettel réalise la trente-cinquième pole position de sa carrière, sa deuxième en Inde et sa cinquième de la saison. Jenson Button obtient le huitième meilleur tour en course de sa carrière, son premier sur ce tracé et son deuxième de la saison.
- Pole position :  Sebastian Vettel (Red Bull-Renault) en 1 min 25 s 283 (216,339 km/h)[30].
- Meilleur tour en course :  Jenson Button (McLaren-Mercedes) en 1 min 28 s 203 (209,177 km/h) au soixantième tour[31].

### Tours en tête
Malgré un départ moins bon que celui de son coéquipier Mark Webber, deuxième sur la grille, Sebastian Vettel conserve au premier virage l'avantage de sa pole position. Il s'échappe ensuite en tête et réalise une course en solitaire, loin de l'animation entre les pilotes qui le poursuivent. Après avoir mené les soixante tours de course, il obtient sa quatrième victoire consécutive, réalisant cette performance pour la deuxième fois depuis ses débuts en Formule 1.
- Sebastian Vettel : 60 tours (1-60).

## Classements généraux à l'issue de la course
| Pos. | Pilote             | Écurie               | Points |
| ---- | ------------------ | -------------------- | ------ |
| 1    | Sebastian Vettel   | Red Bull-Renault     | 240    |
| 2    | Fernando Alonso    | Ferrari              | 227    |
| 3    | Kimi Räikkönen     | Lotus-Renault        | 173    |
| 4    | Mark Webber        | Red Bull-Renault     | 167    |
| 5    | Lewis Hamilton     | McLaren-Mercedes     | 165    |
| 6    | Jenson Button      | McLaren-Mercedes     | 141    |
| 7    | Nico Rosberg       | Mercedes             | 93     |
| 8    | Romain Grosjean    | Lotus-Renault        | 90     |
| 9    | Felipe Massa       | Ferrari              | 89     |
| 10   | Sergio Pérez       | Sauber-Ferrari       | 66     |
| 11   | Kamui Kobayashi    | Sauber-Ferrari       | 50     |
| 12   | Nico Hülkenberg    | Force India-Mercedes | 49     |
| 13   | Paul di Resta      | Force India-Mercedes | 44     |
| 14   | Michael Schumacher | Mercedes             | 43     |
| 15   | Pastor Maldonado   | Williams-Renault     | 33     |
| 16   | Bruno Senna        | Williams-Renault     | 26     |
| 17   | Jean-Éric Vergne   | Toro Rosso-Ferrari   | 12     |
| 18   | Daniel Ricciardo   | Toro Rosso-Ferrari   | 9      |

| Pos. | Écurie               | Points |
| ---- | -------------------- | ------ |
| 1    | Red Bull-Renault     | 407    |
| 2    | Ferrari              | 316    |
| 3    | McLaren-Mercedes     | 306    |
| 4    | Lotus-Renault        | 263    |
| 5    | Mercedes             | 136    |
| 6    | Sauber-Ferrari       | 116    |
| 7    | Force India-Mercedes | 93     |
| 8    | Williams-Renault     | 59     |
| 9    | Toro Rosso-Ferrari   | 21     |

## Statistiques
Le Grand Prix d'Inde 2012 représente :
- la 35e pole position de sa carrière pour Sebastian Vettel[35] ;
- la 26e victoire de sa carrière pour Sebastian Vettel[36] ;
- la 34e victoire pour Red Bull Racing en tant que constructeur[37] ;
- la 150e victoire pour Renault en tant que motoriste[38].

Au cours de ce Grand Prix :
- Alan Jones (116 Grands Prix entre 1975 et 1986, champion du monde 1980, 12 victoires, 6 pole positions, 13 meilleurs tours et 24 podiums) est nommé conseiller des commissaires de course.
- Sebastian Vettel passe la barre des 1000 points inscrits en championnat du monde (1013). Il est le troisième pilote à franchir ce cap après Michael Schumacher et Fernando Alonso[39].
- Michael Schumacher devient le pilote ayant parcouru le plus de tours en course (16 644 tours). Il bat le précédent record établi par Rubens Barrichello (16 631 tours)[40].
- McLaren Racing, avec 55 arrivées consécutives dans les points (depuis le Grand Prix automobile de Bahreïn 2010), égale le record de Ferrari établi entre les Grand Prix automobile de Malaisie 1999 et Grand Prix automobile de Malaisie 2003[41].